# Taiki Matsuno
Taiki Matsuno (jap.: 松野 太紀 Matsuno Taiki; * 16. Oktober 1967 in Shinagawa; † 26. Juni 2024) war ein japanischer Synchronsprecher und Schauspieler.

## Leben
Geboren in Shinagawa, Tokio, begann er seine Karriere bereits als Kind. Matsuno trat dem Himawari Theater Company bereits im Kindesalter bei und gab 1977 im Geijutsuza Theater sein Bühnendebüt in dem Stück A Woman’s Legacy. Seinen ersten Sprechrollen-Auftritt hatte er in der TV-Serie Ken-chan, in der er einen Bäcker spielte. Im Alter von 10 Jahren sprach er seine erste animierte Rolle im Anime Le Petit Prince. Mit 16 trat er in der beliebten Radiosendung Animetopia als „kleiner Bruder“ von Yuji Mitsuya auf. Als Synchronsprecher wurde er durch seine Hauptrolle als Kindaichi Hajime in der TV-Anime-Adaption von The Kindaichi Case Files bekannt. International erlangte er Berühmtheit als die japanische Stimme von SpongeBob Schwammkopf, die von Hiroyuki Tsuru übernahm. Weitere Rollen waren Kona in Inuyasha, Jun Manjoume aus Yu-Gi-Oh! GX, und mehrere Charaktere aus One Piece, unter anderem Laffitte.
Neben seiner Arbeit als Sprecher war Matsuno auch als Dozent aktiv – unter anderem am Omori Campus des Nippon Art College, an der Josai International University, sowie an der Yoyogi Animation Academy. Einer seiner Studenten war Daisuke Sakuma von der Japanischen Idol Band Snow Man.
Er arbeitete für Aoni Production. Sein richtiger und früher auch auf Bühnen verwendeter Name lautete Tatsuya Matsuno (松野 達也, Matsuno Tatsuya).
Matsuno starb am 26. Juni 2024 im Alter von 56 Jahren.

## Filmografie

### Film
- The Hidden Blade (2004)
- Otōto (2010)
- Tokyo Family (2013)

### TV
- The Hidden Blade (1978)

### TV Animation
- The Adventures of the Little Prince (1978) (The Prince)
- Sailor Moon Super S (1995) (Pegasus)
- GeGeGe no Kitaro (1996 (90s), 2007 (00s)) (Sazae-oni (1990s, 2000s), Kurabokko (90s))
- Magical Girl Pretty Sammy (1996) (Hiroto Majima)
- Rurouni Kenshin (1996) (Nishiwaki & Beshimi)
- Kindaichi Case Files (1997) (Hajime Kindaichi)
- Bobobo-bo Bo-bobo (2003) (Tsuru Tsurina the IV)
- Boogiepop Phantom (2000) (Echoes)
- InuYasha (2001) (Koga)
- One Piece (2003) (Lafitte)
- Yu-Gi-Oh! GX (2004) (Chazz Princeton)
- Digimon Data Squad (2006) (Agumon)
- One Piece (2007) (Canpacino),
- One Piece (2008) (Hildon)
- Fresh Pretty Cure! (2009) (Tart)
- Digimon Xros Wars (2010) (Lucemon)
- Kindaichi Case Files R (2014) (Hajime Kindaichi)
- One Piece (2014) (Trebol)
- Shichisei no Subaru (2018) (Cerinthus Ep 9-12)

### Videoanimation (OVA)
- Chameleon (1992) (Miki Hachiya)
- Magical Girl Pretty Sammy (1997) (Hiroshi)
- Mirage of Blaze (2004) (Yuzuru Narita)

### Theateranimation
- Mobile Suit Gundam F91 (1991) (Arthur Jung)
- Sakura Wars: The Movie (2001) (Kikunojo Oka)

### Videospiele
- Tales of Destiny (PS2 remake) (Igtenos Mindarde)
- Dynasty Warriors 5 (Ling Tong)
- Kessen (Hosokawa Tadaoki), (Hideyori Toyotomi), (Hideie Ukita), (Hiroie Kikkawa)
- Tokimeki Memorial Girl's side 3rd Story Premium (Hasumi Tatsuya)

### Tokusatsu
- Kyuukyuu Sentai GoGo-V (SpellMaster Pierre)
- Hyakujuu Sentai Gaoranger (Clock Org (ep. 18))
- Ninpuu Sentai Hurricaneger (Sky Ninja Shurikenger (eps. 21–50))
- Tokusou Sentai Dekaranger (Amoreian Baacho (ep. 45))
- Mahou Sentai Magiranger (Hades Beastman Garim the Gremlin (ep. 20))
- Kamen Rider Hibiki Hyper Video (Celadon Frog)
- Juken Sentai Gekiranger (Flight Fist Confrontation Beast Crane-Fist Rūtsu (ep. 13–15))
- Engine Sentai Go-onger (Savage Sky Barbaric Machine Beast Vacuum Banki (ep. 18))
- Samurai Sentai Shinkenger (Ayakashi Sunasusuri (ep. 41))
- Tensou Sentai Goseiger (Yuumajuu Jogon of the Ningyo (ep. 27))
- Kamen Rider Fourze (Cygnus Zodiarts (ep. 23–24))
- Zyuden Sentai Kyoryuger (Debo Bathisie (ep. 5))
- Ressha Sentai ToQger (Chair Shadow (ep. 31–32))
- Kamen Rider Ghost  (Kazai Ganma (Cubi) (eps. 19–28, 46, 49))
- Kaitou Sentai Lupinranger VS Keisatsu Sentai Patranger (Yoshi Urazer (ep. 31))

### Drama-CDs
- Baito wa Maid!? 2 – Shuubun!? Senden!? (Takeru Kirisawa)
- Daisuki (Setsu Matsunari)
- D.N.Angel, A Legend of Vampire (Krad)
- Hameteyaru! (Shou Harada)
- Mirage of Blaze series 4: Washi yo, Tarega Tameni Tobu (Yuzuru Narita)
- Mizu no Kioku (Hikari Takatoo)

### Dubbing – Live-action
- 3 Ninjas: High Noon at Mega Mountain (Samuel "Rocky" Douglas (Mathew Botuchis))
- Ted (SpongeBob SquarePants)
- WarGames (David Lightman (Matthew Broderick))
- Young Sherlock Holmes (John Watson (Alan Cox))

### Dubbing – Animation
- Chaotic (Klay)
- Danny Phantom (Nocturne, Vortex, Johnny 13, Amorpho, Freakshow, Undergrowth, Fright Knight)
- The SpongeBob SquarePants Movie (SpongeBob SquarePants (Tom Kenny))
- The SpongeBob Movie: Sponge Out of Water (SpongeBob SquarePants (Tom Kenny))
- SpongeBob SquarePants (SpongeBob SquarePants (Tom Kenny)) (Season 4-Current)
- Stitch! (Nosy)